# Swift Current Broncos
Swift Current Broncos – juniorska drużyna hokejowa grająca w WHL w dywizji wschodniej, konferencji wschodniej. Drużyna ma swoją siedzibę w Swift Current w Kanadzie.
30 grudnia 1986 roku w wypadku autobusu w drodze na mecz zginęli czterej zawodnicy drużyny: Trent Kresse, Scott Kruger, Chris Mantyka i Brent Ruff. Celem ich upamiętnienia władze ligi ustanowiły nagrodę Four Broncos Memorial Trophy przyznawaną najlepszemu zawodnikowi sezonu WHL.
- Rok założenia: 1967
- Barwy: niebiesko-czarno-srebrne
- Trener: Dean Chynoweth
- Manager: Dean Chynoweth
- Hala: Centennial Civic Centre

## Osiągnięcia
- Ed Chynoweth Cup: 1989, 1993, 2018
- Memorial Cup: 1989
- Scotty Munro Memorial Trophy: 1989, 1993